# 瓦伊利亞潘帕區
瓦伊利亞潘帕區（西班牙語：Distrito de Huayllapampa），是秘魯的一個區，位於該國北部安卡什大區的雷奈伊省，始建於1907年10月7日，面積105.29平方公里，海拔高度2,889米，2005年人口752，人口密度為每平方公里7.1人。